# Dustin Leitol

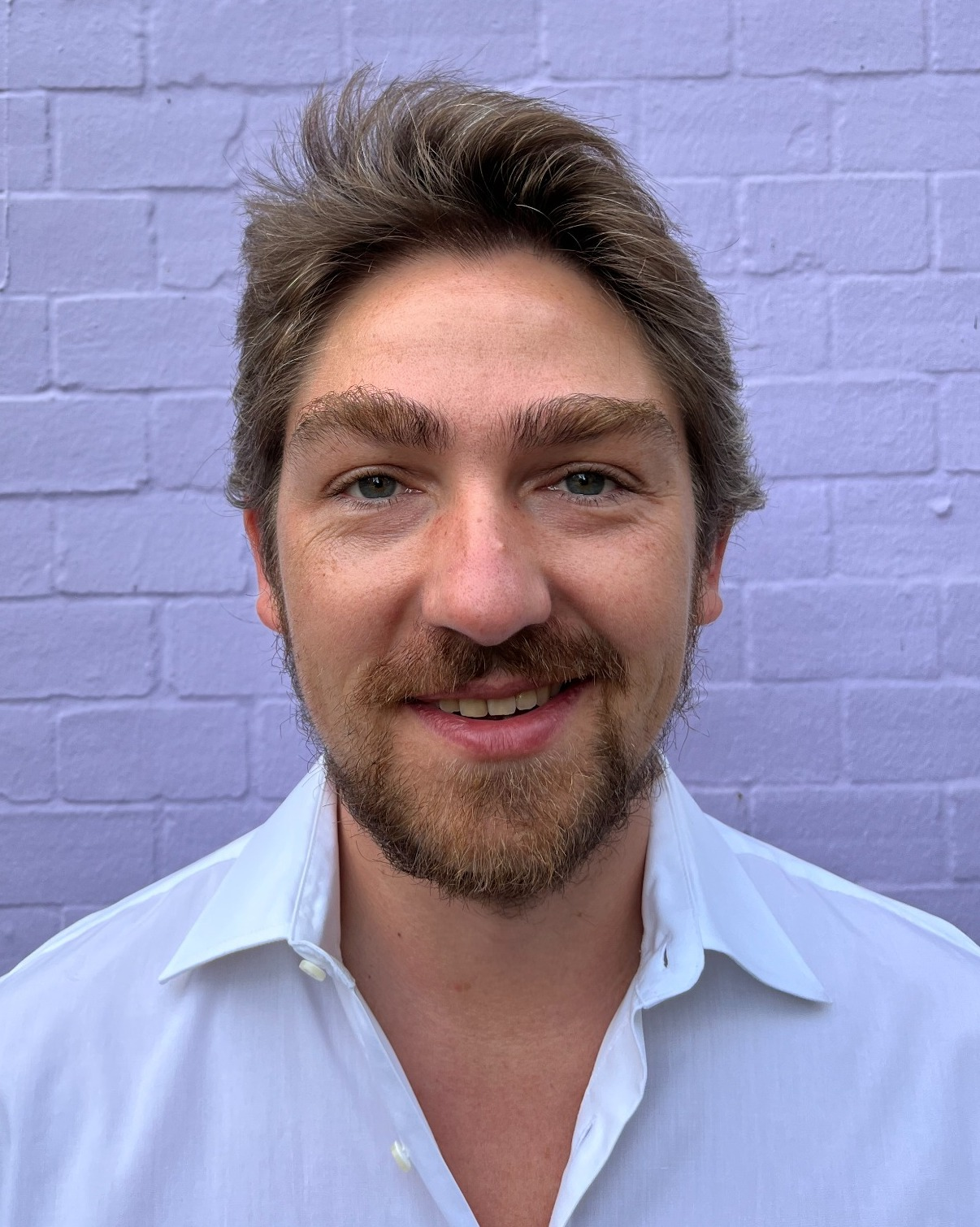
Dustin Leitol (2024)

Dustin Leitol  (* 1990 in Perleberg, DDR) ist ein deutscher Schauspieler, Künstler und Autor.

## Leben
Dustin Leitol absolvierte eine Schauspielausbildung an der Freien Schauspielschule Hamburg in Hamburg.
Seit 2012 spielte er an verschiedenen Bühnen, darunter bei den Kreuzgangspielen Feuchtwangen, an der Freilichtbühne Lübeck, am theater am puls in Schwetzingen, am Monsun-Theater Hamburg und auf weiteren. Dustin Leitol war auch am Allee-Theater engagiert, wo er sowohl im Theater für Kinder als auch in der Hamburger Kammeroper mitwirkte. Zuletzt trat er an der Deutsche Bühne Ungarn auf, wo er an der Produktion von Decamerone sowohl in der Dramaturgie als auch in der Komposition mitwirkte. Des Weiteren war er Mitautor, Regisseur und Hauptdarsteller des Stücks Der Rattenfänger von Hameln für eine Taschentheaterproduktion, zusammen mit Tamás Boglári. 
Leitol ist auch in Film- und Fernsehproduktionen zu sehen, darunter Fernsehen, Kino, Kurzfilme, Werbung, Musikvideos und Independent-Filme.
Neben seiner Arbeit auf der Bühne moderiert Dustin Leitol das Comedyboot in Hamburg und betreibt analoge und digitale Kunst.
Mit dem künstlerisch freien prosaischen und lyrischenTextband (Un-) Geschichten und Gedichte, Nichts ist gestorben debütierte er 2014.

## Filmografie
- 2015: Jaqueline! (Kurzfilm)[10]
- 2016: How to be a home wrecker[7]
- 2016: Leon muss sterben[11]
- 2018: Tóke - Blessed Morning[12]
- 2019: Der Goldene Handschuh – Rolle: Halbstarker, Regie: Fatih Akin[13]
- 2023: Firma Marex (Showreel-Szene) – Rolle: Paul Clausen, Regie: Alexander Resch[14]